# 1934年2月6日の危機

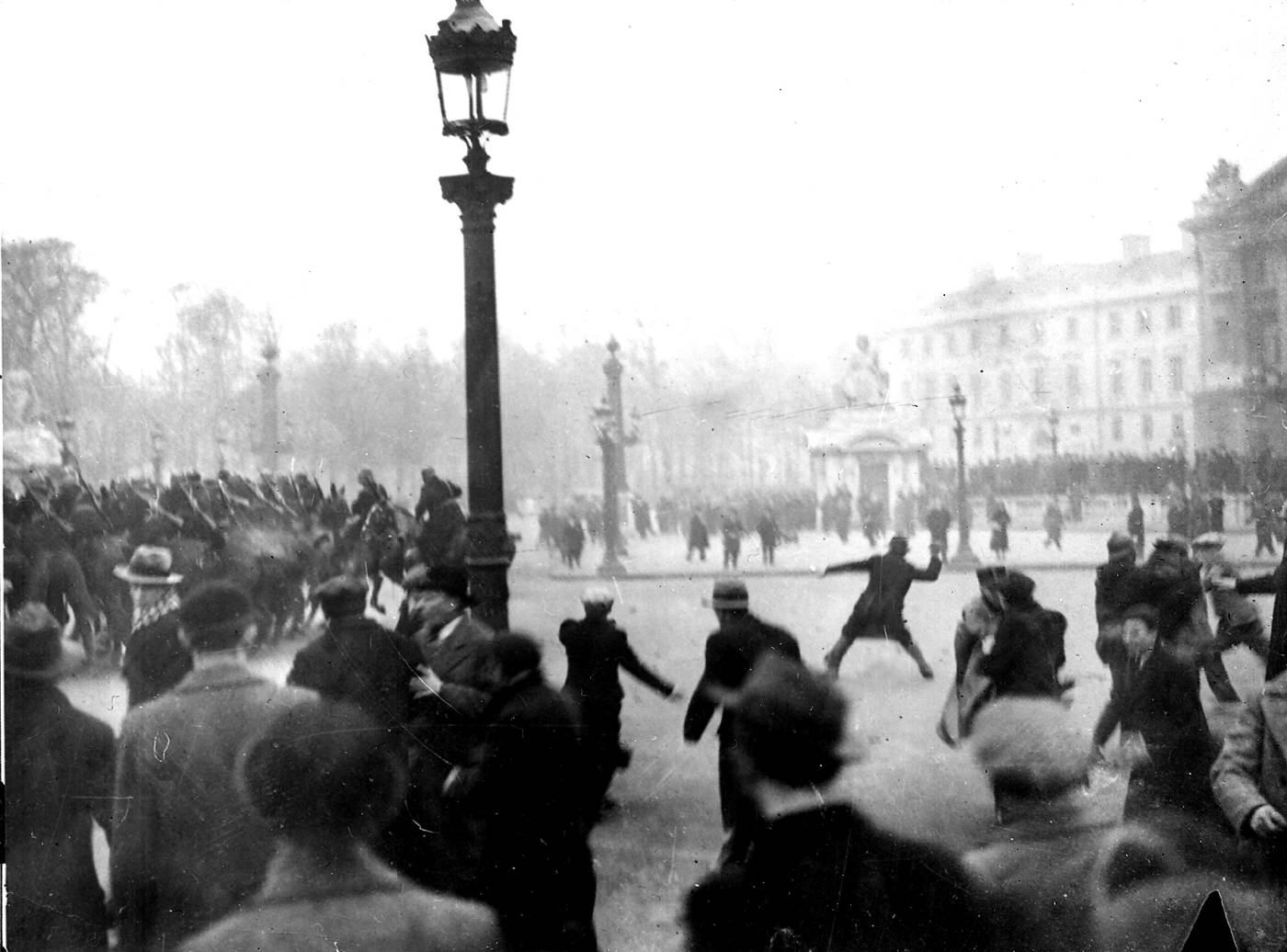
1934年2月6日の危機

1934年2月6日の危機（ 仏: Crise du 6 février 1934、英: 6 February 1934 crisis）は、1934年2月6日にフランスで起きた暴動・クーデター未遂事件である。

## 背景
第一次世界大戦によってフランスの人口4000万人のうち560万人が死傷・136万人が戦死し、戦後のフランス経済は労働力不足に陥った。
また、戦前のフランス経済を支えた北部工業地帯はドイツ軍によって破壊された上、帝政ロシアに対する借款をソ連から破棄されてしまったことにより、戦時中調達した膨大な戦費を返済するため対米債務が30億ドルにまで膨れ上がった。
戦中、国土を破壊されたフランス・ベルギーなどと違い、ドイツ国内の生産設備はほとんど無事であったため、両国はドイツからの賠償によって経済を維持している状態であった。そのためにドイツから賠償金が不払いとなるとフランス・ベルギーは深刻な経済危機に陥り、ルール工業地帯を占領することにより事態を打開しようとした。
しかし、ルール占領はドイツにハイパーインフレーションをもたらし、国際的に孤立したフランスはドイツの賠償プロセスにアメリカを参加させる「ドーズ案」に同意して撤兵した。
その後、ゆるやかに経済が回復をはじめ、ドイツからフランスに対する賠償を減額する「ヤング案」が発効した直後、世界恐慌の発生によって、アメリカからドイツになされていた投資が引き上げられたことにより、ドイツ・フランスに再び経済危機が発生する。
フランスはドイツの賠償を確保するためローザンヌ会議はじめ賠償の一部免除に同意した。しかし、ドイツの政権を握ったヒトラーは賠償を放棄する宣言を行う。
これに対しフランス国民はドイツの条約違反であり裏切りであると叫び厳罰を求めたが、再び外交的孤立に陥ることを恐れたフランス政府は黙認してしまう。
そのためフランス国内には社会主義・共産主義系政党と国粋主義的・ファシズム的政党が急速に支持を広げた。 1932年5月にはポール・ドゥメール大統領が暗殺され、1933年の間には首相が3度変わるなど、深刻な政治危機が起きていた。

## 事件
1933年の12月末にバイヨンヌの市立銀行が倒産し、担保とされた宝石類が模造品であったことが発覚する。
これにカミーユ・ショータン内閣の植民相アルベール・ダリミエなど政府要人が関わった詐欺事件であるという疑惑が持ち上がり、銀行の設立者スタヴィスキーが逃亡先のスイスで自殺しているのが発見されたことによって政府に対する不信は最高潮に達し、カミユ・ショータン内閣は総辞職した（スタヴィスキー事件）。
これを好機と捉えたアクション・フランセーズ、愛国青年同盟、フランス連帯団、フランシスム団など右派団体が連携してムッソリーニのローマ進軍やナチスのミュンヘン一揆を再現しようとした。
これら右派勢力の党員や扇動された民衆によりフランス国民議会議事堂前で暴動が発生し、一部は議事堂内へ侵入した。
しかし計画の肝とされていたクロア・ド・フー（火の十字団。軍人が多く参加し10万人を超える規模を誇っていた）のフランソワ・ド・ラロック大佐が団員に参加しないよう厳命したため、クーデター計画は失敗し死者16名と負傷者2,300余名を出して収束した。
この事件は初め「2月6日事件」と呼ばれ、議会政治の危機・フランス第三共和政の危機などの意味合いを含んで「1934年2月6日の危機」と呼ばれるようになった。

## その後
2月6日事件は政府や知識人に大きな衝撃を与え、翌日の2月7日エドゥアール・ダラディエ内閣は総辞職し、前大統領ガストン・ドゥメルグが右派閣僚を含む新内閣を成立させることで事態の打開を図ったが、反発した左派勢力が連携しドゥメルグ内閣組閣当日に全国で450万人を動員したゼネラル・ストライキを決行する。3月5日には「反ファシズム知識人監視委員会」が成立するなど右派勢力に対する危機感が高まり、後に成立した人民戦線によってクロア・ド・フーが解散させられるなど厳しい締め付けが行われた。

## 関連図書
ミシェル・ヴィノック著『フランス政治危機の100年－パリ・コミューンから1968年5月まで』（大嶋厚訳）吉田書店、2018年（第5章「一九三四年二月六日」を参照）